# GNOME Terminal
GNOME Terminal és un emulador de terminal per a l'entorn d'escriptori GNOME, escrit per Havoc Pennington i altres. Els emuladors de terminal permeten als usuaris accedir a una shell UNIX dins de l'entorn gràfic del sistema operatiu.

## Característiques
GNOME Terminal emula l'emulador de terminal xterm, amb qui comparteix algunes de les seves característiques.

### Perfils
GNOME Terminal té suport per a diferents perfils. Un usuari pot crear múltiples perfils per al seu compte. Els usuaris poden configurar les opcions per cada perfil i assignar-los un nom diferent per cadascun d'ells. Les opcions de configuració permeten usar diferents fonts, diferents colors, el comportament de l'scrolling, etc.
Quan el GNOME Terminal s'inicia, aquest pot ser configurat per llançar la shell per defect de l'usuari o executar una comanda personalitzada. Aquestes opcions poden configurar-se per cada perfil, permeten als usuaris executar diferents comandes depenent del perfil escollit. Per exemple, alguns usuaris poden tenir un perfil per llançar la shell per defecte, un altre perfil per connectar-se a una altra computadora mitjançant SSH, i finalment un perfil que obre una sessió GNU Screen.

### Text amb color
GNOME Terminal permet configurar el color del text. Suporta fins a 16 colors bàsics i una paleta de 256 colors per defecte. Alguns programes, com vim, pot usar tots aquests colors.

### Fons
GNOME Terminal permet el canvi de les propietats de fons per cada perfil. Algunes opcions són color sòlid i imatge específica de l'usuari.
Versions antigues també permetien fons transparent, la qual cosa permetia veure finestres sota la finestra del terminal.

### Interacció amb el ratolí
Encara que GNOME Terminal és bàsicament una interfície de línia d'ordres i usa el teclat com a entrada de dades principal, també té un suport limitat per a interacció amb el ratolí. GNOME Terminal pot capturar els desplaçaments de tipus scroll del ratolí i els clics esquerra i dreta.

### Detecció d'un URL
GNOME Terminal analitza la sortida de dades i automàticament detecta fragments de text que s'assemblen a URLs o adreces email. Quan l'usuari passa per sobre de l'URL amb el punter, el text automàticament és subratllat, indicant que pot ser clicat. Un cop clicat, l'aplicació corresponent permet l'accés al recurs.

### Pestanyes
GNOME Terminal permet l'execució de diferents sessions de terminal dins una mateixa finestra de GNOME Terminal en forma de pestanyes, a cadascuna de les quals se'ls pot assignar un nom.

## Desenvolupament
GNOME Terminal està basat en el giny VTE. VTE, part del projecte GNOME, té ginys que implementen un emulador de terminal completament funcional. GNOME Terminal i VTE estan escrits en C.